# Someone to Watch Over Me (lied)
Someone to Watch Over Me is een lied van George Gershwin op teksten van Ira Gershwin. Het lied was een van hits uit de musical Oh, Kay! van 1926 en werd gezongen door Gertrude Lawrence. Het lied is in de loop der jaren een jazzstandard geworden zowel in het swingtijdperk als in de moderne jazz.

## Bijzonderheden
Het lied is ook te horen in de film Young at Heart uit 1954 met Frank Sinatra in de hoofdrol.
De titel van het lied is bedacht door Howard Dietz, een vriend van Ira. Hij hoorde de melodie en noemde een paar mogelijke songtitels; 'Someone to Watch Over Me', was er een van.

## Vorm en tempo
Het lied bestaat uit 32 maten en heeft als vorm, A-A-B-A. Het tempo is moderato met als extra aanduiding, "Scherzando". In eerste instantie was het lied twee keer zo snel, maar dit langzame tempo (moderato) vonden de gebroeders Gershwin beter. Het lied staat in Es.

Het refrein (A-gedeelte):

## Vertolkers

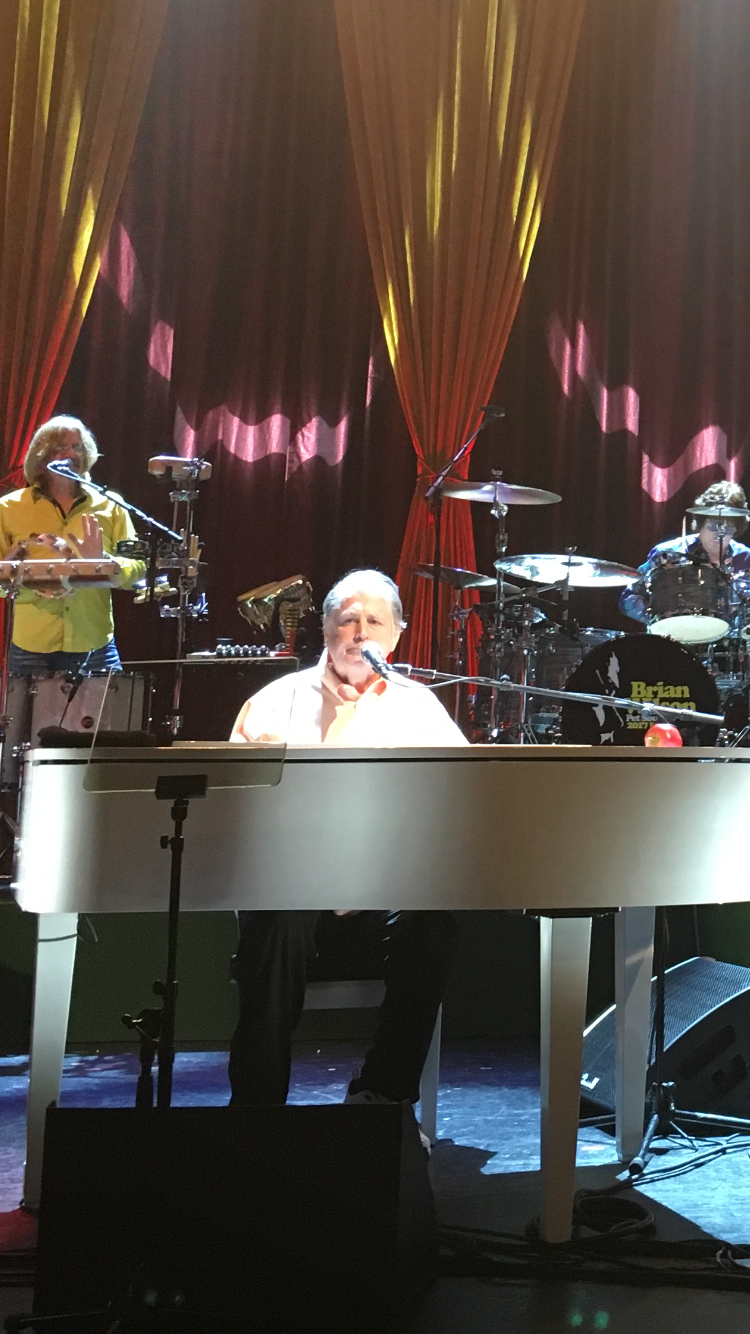
Brian Wilson zingt 'Someone to Watch Over Me' (album Reimagines Gershwin uit 2010)

Hieronder een (incompleet) overzicht van de vertolkers van het lied:
- Gene Ammons
- Claire Austin
- Chet Baker
- Art Blakey
- Blossom Dearie
- Charly Byrd
- Barbara Carroll
- Arnett Cobb
- Curtis Counce
- Buddy DeFranco
- Lorraine Feather
- Ella Fitzgerald
- André Previn
- Erroll Garner
- Ann Gilbert
- Elliott Lawrence
- Jimmy Giuffre
- Lee Konitz
- Benny Goodman
- Coleman Hawkins
- Earl Hines
- Johnny Hodges
- Budd Johnson
- Stan Kenton
- Eiji Kitamura
- Nellie Lutcher
- Red Norvo
- Barney Kessel
- Phil Nimmons
- Helen O’Connell
- Page Cavanaugh
- Oscar Peterson
- Bud Powell
- Ike Quebec
- Doug Raney
- Jimmy Raney
- Bud Shank
- Artie Shaw
- Zoot Sims
- Art Tatum
- Bobby Timmons
- Ben Webster
- Teddy Wilson
- Brian Wilson
- Elton John